# Kakelfix
Kakelfix är ett fog- och sättbruk av cementbaserad, vattenblandad massa med hög vidhäftning. Den används för montering av kakel- och klinkerplattor på väggar och golv.